# شهرستان ورت (جورجیا)
شهرستان ورت، جورجیا (به انگلیسی: Worth County, Georgia) یک سکونتگاه مسکونی در ایالات متحده آمریکا است که در جورجیا واقع شده‌است.